# Lipolisis

Triacilglicerol

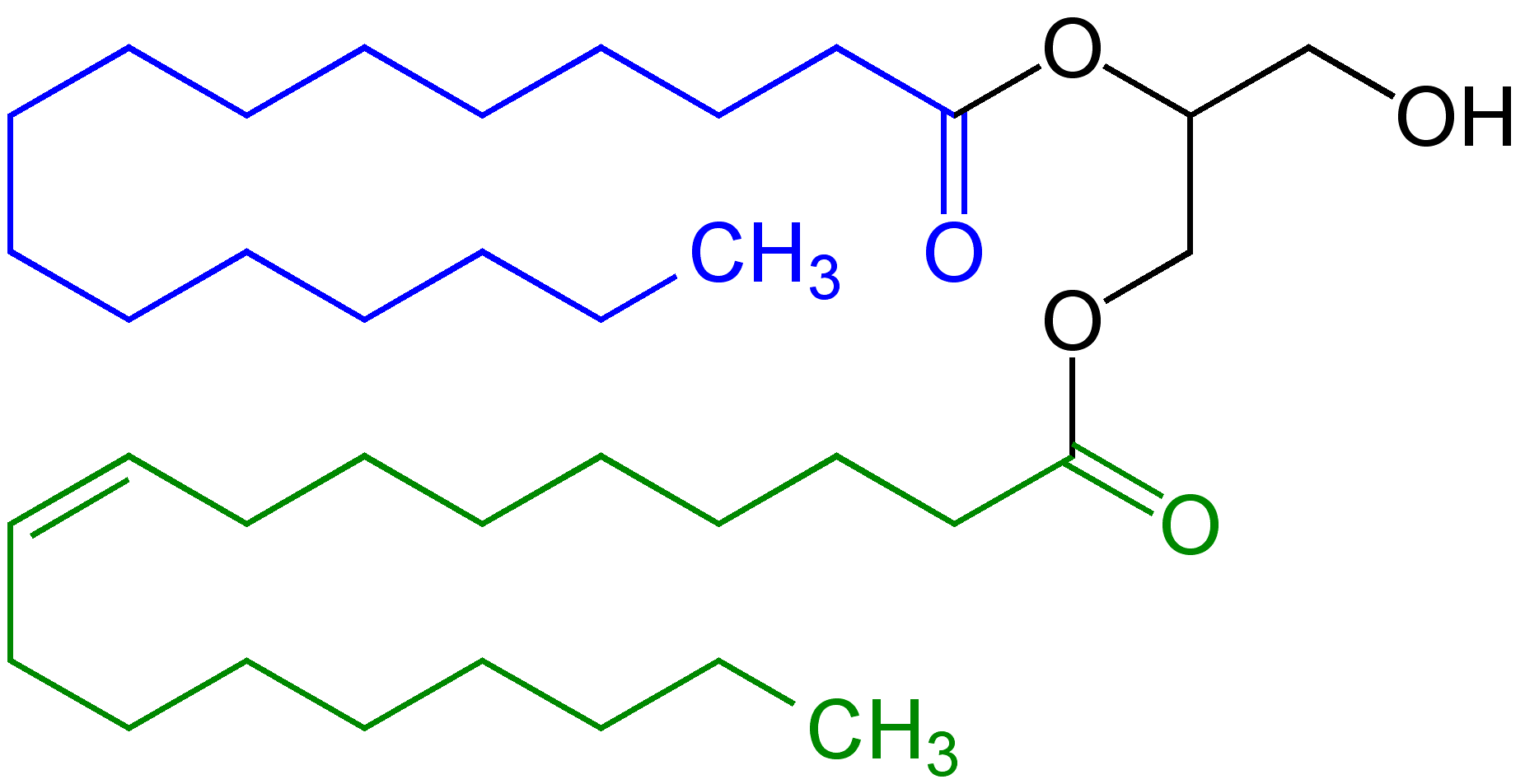
Diacilglicerol

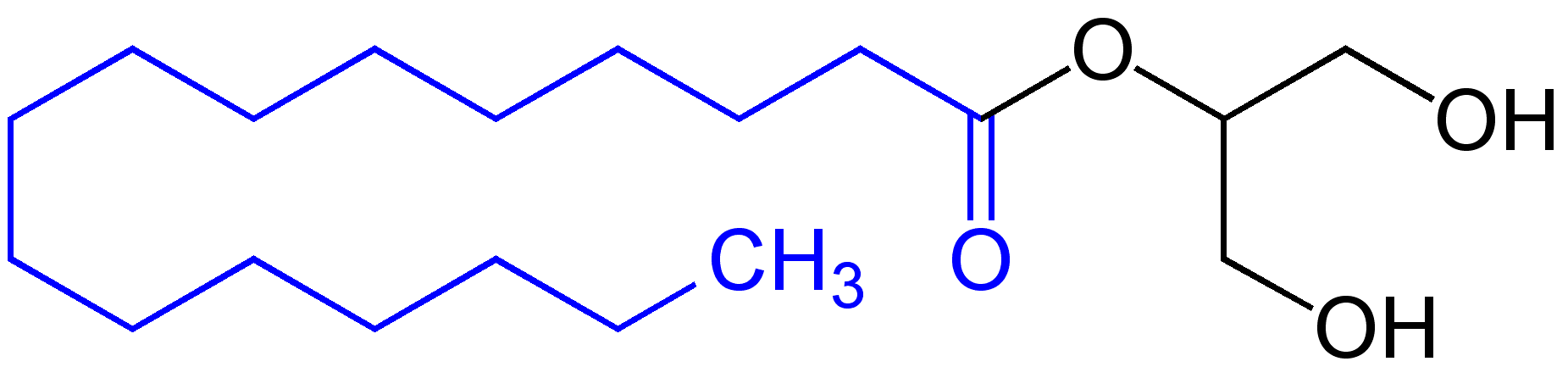
Monoacilglicerol

La lipolisis o lipólisis es el proceso catabólico que permite la movilización de lípidos que constituyen la reserva de combustible en el tejido adiposo hacia los tejidos periféricos para cubrir las necesidades energéticas del organismo. Los lípidos se fragmentan para obtener ácidos grasos.
Mediante la lipólisis los triglicéridos son hidrolizados liberando ácidos grasos y glicerol.
Los triglicéridos son hidrolizados a diacilglicerol y una molécula de ácido graso, luego el diacilglicerol se convierte en monacilglicerol y otro ácido graso; finalmente, el monoacilglicerol se hidroliza a glicerol y un tercer ácido graso. Estas reacciones bioquímicas son inversas a la lipogénesis. A la lipolisis también se le llama movilización de las grasas.
La lipolisis es estimulada por diferentes hormonas catabólicas como el glucagón, la epinefrina, la norepinefrina, la hormona del crecimiento y el cortisol, a través de un sistema de transducción de señales. La insulina disminuye la lipolisis.
En el adipocito el glucagón activa a determinadas proteínas G, que a su vez activan a la adenilato ciclasa, al AMPc y este a la lipasa sensible a hormonas, enzima que hidroliza los triacilglicéridos. Los ácidos grasos son vertidos al torrente sanguíneo y dentro de las células se degradan a través de la betaoxidación en acetil-CoA que alimenta el ciclo de Krebs, y favorece la formación de cuerpos cetónicos.
En última instancia, los productos finales de la lipolisis son agua, gas carbónico y energía, según el esquema -muy simplificado: C55 H104 O6 + 78 O2 → 55 CO2 + 52 H2O + energía.

## Lipólisis con Láser
La lipólisis se puede lograr también con la estimulación de un láser de baja frecuencia que tiene una acción no invasiva y no térmica. Este procedimiento se denomina Terapia de Láser de Baja Frecuencia (LLLT por sus siglas: Low-level laser therapy), pero también es referido como  Lipoláser sin cirugía]" o "Láserlipolisis", y en la última década ha sido aplicado para la reducción de grasa localizada, modelación corporal y reducción de la celulitis.